# Lubow Charłamowa
Lubow Anatolewna Charłamowa, cyr. Любовь Анатольевна Харла́мова (ur. 2 marca 1981 w Moskwie) – rosyjska lekkoatletka specjalizująca się w biegach długodystansowych. Dotychczas jej największym osiągnięciem jest zdobycie brązowego medalu w biegu na 3000 m z przeszkodami na mistrzostwach Europy w Barcelonie, w 2010 roku.
W 2006 nałożono na nią karę dwuletniej dyskwalifikacji za stosowanie niedozwolonych środków dopingowych.

## Rekordy życiowe
- Bieg na 3000 m z przeszkodami (stadion) – 9:21,94
- bieg na 3000 m z przeszkodami (hala) – 9:21,37 (2004) były rekord świata